# August Böckh
August Böckh, né à Karlsruhe le 24 novembre 1785 et mort à Berlin le 3 août 1867, est un philologue et antiquisant allemand.
Il enseigna longtemps à Heidelberg et à Berlin, où il devint directeur du séminaire philologique et conseiller intime du roi. Il fut élu associé étranger de l'Académie des inscriptions et belles-lettres en 1831.
Il a eu notamment pour élève Adolf Kirchhoff et Karl von Paucker.

## Biographie
August Boeckh est le dernier de six enfants. Son père, Georg Matthäus Boeckh, est secrétaire de la cour et notaire impérial au service du margrave de Bade. Son frère Christian Friedrich von Boeckh (de) embrasse lui aussi la carrière de fonctionnaire et devient ministre badois des Finances (1828) et ministre-président (1844). Son oncle est le théologien et écrivain Christian Gottfried Boeckh (de). En 1790, cinq ans seulement après sa naissance, son père décède.
Après avoir étudie à partir de 1791 au lycée de langues anciennes de Karlsruhe (de), qui doit être plus tard selon lui le seul accès à l'université et aux études de sciences de l'Antiquité, Boeckh étudie d'abord la théologie protestante à partir de 1803 à Halle dans l'une des universités les plus en vue de l'époque. Mais sous l'influence du philologue classique Friedrich August Wolf, il abandonne les études de théologie et commence à étudier la philologie. Il y obtient son doctorat le 15 mars 1807 avec un essai sur la musique antique, De harmonice veterum. À Halle, il suit également les cours du philosophe Friedrich Schleiermacher, dont l'enseignement sur Platon l'impressionne. En 1806/07, il est professeur au lycée berlinois du monastère franciscain. 

## Principales publications
- Économie politique des Athéniens (2 volumes, 1817)
- Œuvres de Pindare (4 volumes, 1811-1822)
- Corpus Inscriptionum Graecarum (4 volumes, 1828-1877, le dernier volume[Information douteuse] continué par ses élèves)[1]